# Fedir Medwid´
Fedir Jożefowycz Medwid´ (ukr. Федір Йожефович Медвідь, ros. Фёдор Йожефович Медвидь, Fiodor Jożefowicz Miedwid´, węg. Ferenc Medvigy; ur. 5 stycznia 1943 we wsi Nowe Dawydkowo na Zakarpaciu, zm. 8 listopada 1997 w Kijowie) – ukraiński piłkarz pochodzenia węgierskiego, grający na pozycji pomocnika, reprezentant Związku Radzieckiego, trener piłkarski.

## Kariera piłkarska

### Kariera klubowa
W 1958 rozpoczął karierę piłkarską w drugoligowej drużynie Werchowyna Użhorod. Najważniejsze osiągnięcia jego kariery związane są z okresem gry w Dynamie Kijów, do składu którego dołączył w 1962. W barwach Dynama zdobył Mistrzostwo (1966, 1967, 1968 i 1971) oraz puchar (1964 i 1966) Związku Radzieckiego. Karierę piłkarską zakończył w 1972, w wieku 29 lat.

### Kariera reprezentacyjna
23 października 1966 rozegrał pierwszy mecz w barwach radzieckiej reprezentacji, a przeciwnikiem Sbornej była drużyna NRD. W następnym meczu ze Szkocją wygranym 2:0, strzelił debiutanckiego gola. Łącznie zaliczył 6 oficjalnych meczów w reprezentacji. Rozegrał w też jeden mecz nieoficjalny, strzelając gola.

## Kariera trenerska
Po zakończeniu kariery zawodniczej od 1973 pracował na stanowisku trenera w szkole piłkarskiej Dynama Kijów. W międzyczasie w latach 1973–1974 trenował drużynę Bukowyna Czerniowce. W latach 1984–1994 był jednym z trenerów szkoły piłkarskiej internatu sportowego w Kijowie. W latach 1994–1995 prowadził juniorską reprezentację Ukrainy, a następnie pracował w Ukraińskim Związku Piłki Nożnej.

## Nagrody i odznaczenia
W 1964 otrzymał tytuł Mistrza Sportu ZSRR.